# Trinitytesten
Trinitytesten var verdens første test af et kernevåben. Testen blev udført af USA den 16. juli 1945 ca. 48 km sydøst for Socorro, New Mexico, der hvor militærbasen White Sands Missile Range nu ligger.
Trinity var designet efter den såkaldte ”implosionsmetode” og var baseret på plutonium, som det fissile materiale. Således var Trinity af samme design som – og en forløber for – Fat Man, den atombombe, der senere blev kastet over Nagasaki, Japan.
Trinitys sprængkraft svarede til ca. 19-21 (varierende kilder) kilotons TNT.

## Historie
Udviklingen af atomvåben skete på baggrund af den videnskabelige og samfundsmæssige udvikling, der foregik sidst i 30'ernes Europa. Konstruktionen af atombomben blev gjort mulig med videreudviklingen af kvantemekanikken, der nu gjorde det muligt for videnskaben at forstå verden helt ned på atomart plan. De tekniske gennembrud skete sideløbende med opblomstringen af fascisme i Europa. I 1934 lykkedes det den Italienske forsker Enrico Fermi at fissionere (spalte) uranatomer ved at bombardere dem med neutroner. Og i 1938, blot et år før anden verdenskrig brød ud, beskrev Lise Meitner og Otto Robert Frisch de teoretiske mekanismer bag fission.
Udbruddet af anden verdenskrig overbeviste for alvor USA og Storbritannien om nødvendigheden af den potentielle strategiske fordel, der lå i udviklingen af atombomben. Selvom de to lande begyndte at undersøge mulighederne for at udvikle et sådant våben allerede i 1939, var det dog først i 1942, udviklingen for alvor begyndte, da projektet blev lagt under den amerikanske hær under navnet Manhattan-projektet. Manhattan-projektet koncentrerede sig først og fremmest om designet af atombomben, samt om at udvinde nok fissilt materiale til den nukleare kædereaktion, der sker i en atombombe. Udviklingen foregik i det tophemmelige Los Alamos National Laboratory i New Mexico.

### Designet
Til at begynde med, da man anvendte små mængder beriget uran (235U) og plutonium, produceret på små pilotanlæg og i laboratorier, var “pistol-modellen” det fremherskende design.
Pistol-modellen går ud på at skyde en kerne af enten plutonium eller uran ind i en anden kerne, hvorved de bliver til én. De to kerner er hver især under den kritiske masse, men er tilsammen et godt stykke over og vil således fissionere. Man fandt dog ud af, at pistol-modellen ikke ville fungere i praksis med plutonium som fissilt materiale. Plutonium var først blevet isoleret i 1941, og dets egenskaber var endnu ikke rigtigt kendt.
I 1942 udviklede Enrico Fermi den første kernereaktor, og det blev således relativt nemt at producere større mængder plutonium.
Plutonium bliver produceret som et biprodukt af den fission, der foregår i reaktorerne. Plutonium opstår når 238U under fissionsprocessen absorberer en neutron, hvorved 238U bliver til 239U, der betahenfalder til 239Np, som igen betahenfalder til 239Pu. Langt hovedparten af naturligt uran er netop 238U, kun 0,7 % er 235U.
Dog viste det sig, at det plutonium, man kunne fremstille i reaktorerne, ikke var af høj nok kvalitet. Det var ikke nær så rent som det cyclotron-producerede plutonium, man havde anvendt i forsøg. Selv om plutoniumet kun indeholdt 0,9 % af isotopen 240Pu, var det ikke rent nok. Pu-240-isotopen ville gøre plutoniumet for ustabilt, med en for høj grad af spontan neutronemission. Dette ville få atombomben til at detonere for tidligt. 240Pu har en rate af spontane fissioner på 415,000 fissioner i sekundet/kg (mod 10 for 239Pu). Det ville simpelthen tage for langt tid at forbinde de to kerner: Fissionsprocessen ville begynde før kernerne ville kunne nå at blive helt forenet. Når fissionen begynder for tidligt, vil kernen aldrig nå at blive superkritisk, da materialet bliver ekstremt varmt og udvider sig hurtigt og derved splittes. Den optimale fission finder altså ikke sted, da kun en lille del af materialet fissionerer.
Man var dog sikker på, at pistol-modellen ville virke med uran som fissilt materiale (hvilket var en af grundene til, at dette design ikke blev testet før man den 6. august 1945 brugte en sådan bombe i praksis mod Hiroshima, Japan). Det viste sig dog, at produktionen af 235U var ganske besværlig med den eksisterende teknologi.
Da plutonium var relativt meget nemmere at producere end uran-235, gik man i 1942 i gang med at udtænke et nyt design. Man kom frem til et design hvor man ved hjælp af konventionelt sprængstof, kunne øge plutoniums densitet, og derved gøre en ikke-kritisk masse kritisk. Det skulle foregå ved at placere en kerne af plutonium inden i en kugle af retningsbestemt sprængstof, som – når det blev detoneret – ville øge trykket på plutoniumet så voldsomt og fra alle sider, at plutoniumets densitet ville forøges til et punkt, hvor massen blev kritisk. Det nye design blev kendt som ”implosions-designet”.
Problemet var, at man skulle komprimere plutoniumet præcist lige meget fra alle sider. Og det skulle ske præcist samtidig. En fejl ville enten resultere i en langt mindre fission – eller slet ingen – hvorved dyrebart plutonium var tabt. Pga. disse teknologiske vanskeligheder, besluttede Manhattan-projektets militære leder, general Leslie Groves, og den videnskabelige chef for projektet, J. Robert Oppenheimer, at en test af designet var nødvendig.

## Planlægningen
Ansvarlig for selve planlægningen af testen blev Kenneth Bainbridge, en professor i fysik ved Harvard University, der skulle arbejde under sprængstofeksperten George Kistiakowsky. Først og fremmest skulle der findes en passende lokalitet til udførelsen af den tophemmelige test af et våben, ingen endnu kendte styrken af. Der skulle findes måleudstyr, der kunne sikre, at de vigtige videnskabelige data ikke gik tabt. Ydermere skulle der udvikles sikkerhedsregler, der skulle beskytte personalet under det yderst farlige eksperiment. Den officielle fotograf, Berlyn Brixner, satte dusinvis af kameraer op, så testen kunne dokumenteres både på stilbilleder og film.
Det sted man valgte til testen var en del af Alamogordo Bombing Range – det, som nu er White Sands Missile Range-basen. Stedet lå mellem de to byer Carrizozo og Socorro, i New Mexico i det sydvestlige USA (33°40′30″N 106°28′30″V / 33.675°N 106.475°V).
Der blev konstrueret to bunkers, hvorfra man kunne observere testen. Den første, hvor Oppenheimer og general Farrell befandt sig, lå 16 km væk fra hypocenteret (centrum af detonationen). Den anden bunker, hvor general Groves opholdt sig, lå 27 km fra centeret.

### Navngivning
Hvorfor bomben blev døbt Trinity (på dansk treenigheden), er uklart. Det er dog den almindelige udlægning, at det var Oppenheimer, der fandt på navnet. Han skulle have brugt navnet med reference til et digt af poeten John Donne. I 1962 skrev general Leslie Groves til Oppenheimer, for at høre, hvorfra navnet stammede. I et svar tilskriver Oppenheimer navnet til de to John Donne-digte "Hymn to God My God, in My Sicknesses" og ”Holy Sonnets XIV” .

### Klargøring
Som en forberedende test bragte man den 7. maj 108 tons TNT til sprængning for at kalibrere det meget måleudstyr. Siden da har man målt sprængkraften af kernevåben i tons/kilotons/megatons TNT (ét ton TNT svarer til 4.184 gigajoule).
Plutonium-kernen, der havde fået øgenavnet the gadget (på dansk dimsen eller tingen), blev hejst op i et 20 meter højt ståltårn. Ved at detonere bomben i den højde, håbede man at fået et mere realistisk billede af detonationen. Under et virkeligt angreb, ville man – for at rette det størst mulige anslag – detonere bomben i luften over målet. Den eleverede detonation ville samtidig betyde mindre radioaktivt nedfald.
Delene til "the gadget" ankom den 12. juli, og blev samlet næste dag. Den. 14. juli blev bomben hejst op i ståltårnet. På ordre fra General Groves havde man konstrueret en stor stålcontainer, kaldet "Jumbo", der skulle ”redde” det dyrebare plutonium, hvis forsøget skulle mislykkes. Jumbo blev konstrueret til at kunne modstå eksplosionen fra de fem tons konventionelt sprængstof, der skulle bruges til at sammenpresse plutoniumet. Skulle kædereaktionen ikke starte, ville man således i teorien være i stand til at bjerge plutoniumet og genbruge det. "Jumbo", der blev konstrueret i Pittsburgh, Pennsylvania, kom til at veje 240 tons og blev transporteret hele vejen til teststedet med tog. Men da Jumbo endelig nåde frem, var holdet bag bomben så sikre på succes, at den ikke blev brugt. I stedet hejste man Jumbo op i et ståltårn 730 meter væk, for at bruge den som en indikator på atombombens kraft. Jumbo overlevede eksplosionen. Det gjorde det tårn, Jumbo var fastgjort i dog ikke.

### Forudsigelser
De personer, der skulle observere prøvesprængningen, væddede indbyrdes om resultatet af testen. Buddene, på hvor stor sprængkraften ville blive, spændte vidt: lige fra 0 – en gigantisk fuser – over vinderens (I. I. Rabi) bud på 18 kilotons, til dem, det mente at staten New Mexico ville blive udslettet, og dem, der mente, at atmosfæren ville blive antændt, og derved antænde hele planeten (dette scenario var dog på forhånd blevet beregnet til at være næsten umuligt, men gav en overgang anledning til en del nervøsitet blandt nogle forskere).

## Eksplosionen
Detonationen var oprindeligt planlagt til 04:00 om morgenen den. 16. juli, men blev udsat pga. dårligt vejr. Det regnede og tordnede lige fra morgenstunden af, og man frygtede, at regnen ville øge mængden af radioaktiv stråling og nedfald. Ydermere gjorde tanken om, at et lynnedslag måske kunne udløse en for tidlig detonationen, forskerne nervøse.
Klokken 4:45 kom en ny, gunstig vejrrapport og klokken 5:10 begyndte man den tyve minutter lange nedtælling. Kl. 05:29:45, lokal tid, eksploderede Trinity med en kraft på ca. 87,5 terajoule, eller hvad der svarer til ca. 21 kilotons TNT. Lige da detonationen fandt sted, blev de omkringliggende bjerge i ét til to sekunder, mere oplyste, end de var det i dagtimerne. De farver, der blev observerede under eksplosionen, gik fra lilla til grøn og til sidst til hvid.
Det tog 40 sekunder før brølet fra chokbølgen nåede de forreste tilskuere, der befandt sig ca. 10 km borte.
Chokbølgen blev mærket over 160 km væk, og paddehatteskyen nåede 12 km op i luften. Eksplosionen efterlod et tre meter dybt og 330 meter bredt krater, hvor sandet var blevet omdannet til glas. Dette glasagtige sand, der havde en lysegrøn farve, og et mellemstort strålingsniveau, blev døbt trinitit. Krateret blev dog dækket til kort efter testen. Der blev efterfølgende rapporteret om klirrende vinduer op til 320 kilometer væk. Øjenvidner 150 km borte berettede om hvordan ”himlen blev oplyst som var det solen”.
Oppenheimer skrev senere, at han – da han så detonationen – kom i tanke om en passage fra Bhagavad Gita, en af hinduismens hellige bøger:
I am become Death, the destroyer of worlds.
Testansvarlig Kenneth Bainbridge skulle efter sigende have ønsket Oppenheimer tillykke og ytret den berømte sætning: "Now we are all sons of bitches." Ifølge Robert Oppenheimers Bror, Frank Oppenheimer, var det eneste Robert sagde efter selve testen: "It worked".
Efter testen udsendte Alamagordo Air Base en pressemeddelelse, hvor i man gjorde opmærksom på, at ”en sprængning af et øde beliggende ammunitionsdepot” havde fundet sted. Hvad der var den reelle årsag til eksplosionen, blev holdt hemmeligt ind til efter angrebet på Hiroshima den 6. august.
Kun omkring 260 personer overværede testen. Ved den næste amerikanske prøvesprængning, Operation Crossroads i 1946 var der over 40.000 tilskuere.

### Resultater af testen
Testresultaterne blev overdraget til den amerikanske præsident Harry S. Truman, der brugte dem i forhandlingerne med Sovjetunionen ved Potsdam-konferencen. Josef Stalins afdæmpede reaktion kom dog noget bag på Truman, da han ved en privat lejlighed fortalte Stalin om atombomben: Stalin var allerede ganske velinformeret om amerikanernes atomforsøg gennem spionage.
Efter Trinitytestens succes blev to bomber gjort klar til brug mod Japan. Den første, "Little Boy", der blev kastet over Hiroshima den 6. august, var baseret på ”pistol-designet” og U-235 som fissilt materiale.
Denne model var ikke blevet testet, men den simple teknik, bomben var baseret på, gjorde forskerne sikre på, den ville virke. Desuden var der kun U-235 nok til én bombe.
Den anden bombe, Fat Man, der blev kastet tre dage senere mod Nagasaki, var af samme type som Trinity. Det var en plutoniumbombe, der baserede sig på ”implosions-designet”.
Atombomberne over Hiroshima og Nagasaki dræbte mere end 120.000 mennesker med det samme – og endnu flere på sigt. Alligevel mener flere iagttagere, at atombomberne reddede endnu flere menneskeliv, fordi de førte til Japans kapitulation, og dermed gjorde en ende på Stillehavskrigen. Dette er dog et meget omstridt synspunkt.
Billedet til højre, af Oppenheimer og Groves, foran det de sørgelige rester af Trinity-testtårnet, er siden blevet et symbol på begyndelsen af den såkaldte “atomalder”.

## Teststedet i dag
I 1952 blev testområdet ryddet, og det tilbageværende trinitit (det glas, eksplosionen havde omdannet sandet til), blev fjernet. Den 21. december 1965 blev teststedet erklæret for et nationalt landemærke, og året efter blev det optaget på USA's officielle liste over historiske steder.
Mere end 60 år efter testen, var radioaktiviteten i området stadig omkring 10 gange højere end normalt. Den mængde stråling, man udsættes for ved et én-times besøg i området, svarer ca. til det en voksen amerikaner i gennemsnit modtager gennem naturlige og medicinske kilder om dagen.
I dag står der en 3,65 meter høj obelisk ved der, hvor Trinity havde sit hypocenter.